# コルガス口岸

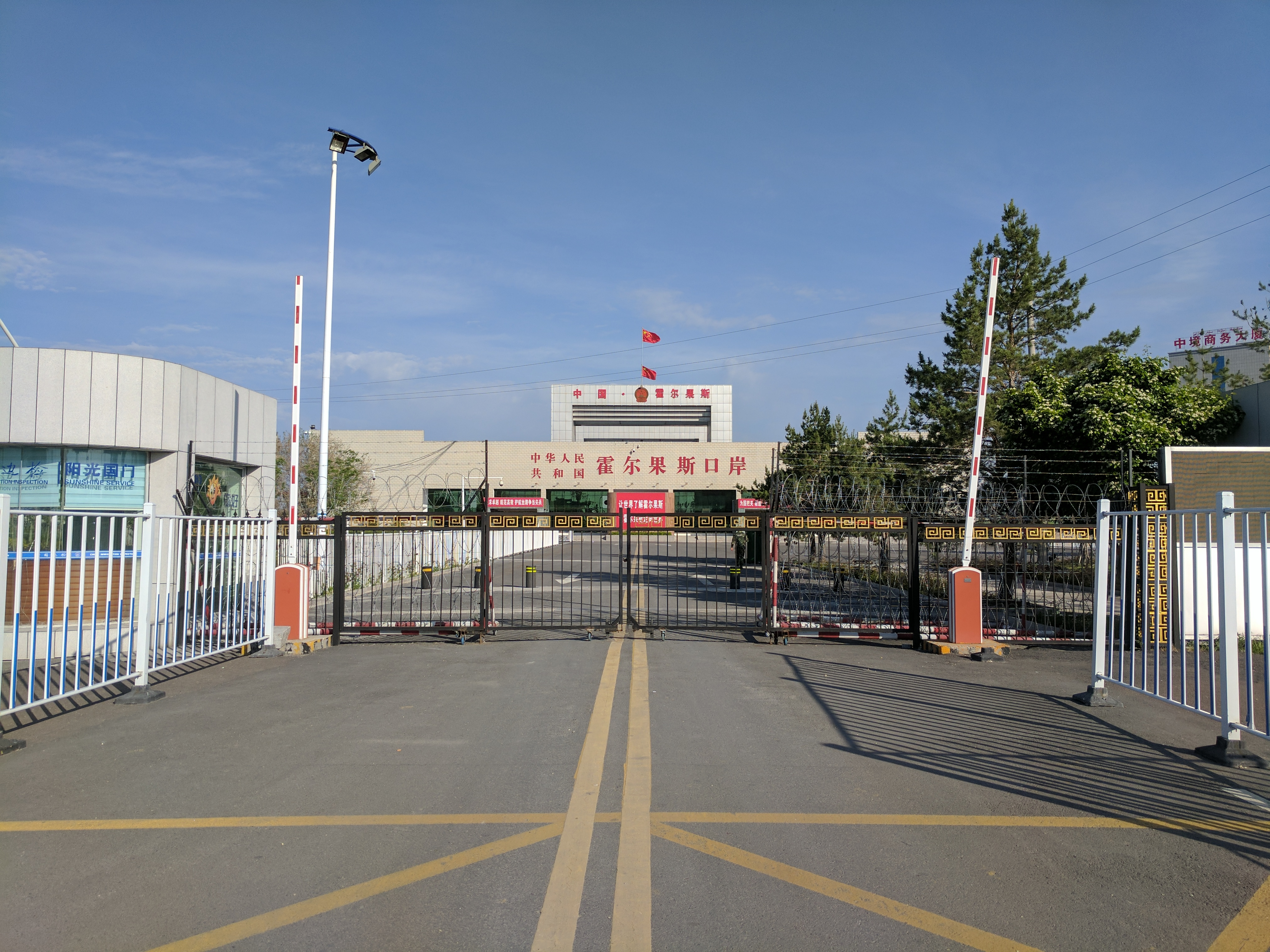
国境検問所の様子

コルガス口岸または、霍爾果斯口岸（ゴルガス-こうがん）は中華人民共和国新疆ウイグル自治区イリ・カザフ自治州コルガス市とカザフスタンアルマトイ州の間に位置する両国の出入国検査場。コルガス国際国境協力センターが隣接する。